# Heterologie
De term heterologie wordt vooral gebruikt in de semantiek en de taalfilosofie, voor het verschijnsel dat een bepaald woord naar iets verwijst "dat geheel buiten het woord zelf staat". Dit verschijnsel doet zich vooral voor bij bijvoeglijke naamwoorden die naar iets met betrekking tot een andere taal dan die waar ze zelf bij horen verwijzen, zoals de Nederlandse woorden Frans, Engels en Duits. Het Nederlandse woord Nederlands is dus niet heterologisch.   

## Verwante begrippen
Heterologie is het tegenovergestelde van autologie.